# Pedro Alfonso de León

Emblema de la Orden de Santiago.

Pedro Alfonso de León (circa 1196 - 1226). Noble leonés. Según algunos autores era hijo ilegítimo de Alfonso IX de León, y fue elegido maestre de la Orden de Santiago en 1225.

## Biografía
Se desconoce su fecha exacta de nacimiento, aunque debió de ocurrir alrededor del año 1196. Existe controversia entre los historiadores sobre la identidad de Pedro Alfonso de León, pues mientras algunos cronistas señalan que era hijo ilegítimo de Alfonso IX de León y de una dama cuyo nombre se desconoce, otros sostienen que su madre fue Aldonza Martínez de Silva, hija del conde Martín Gómez de Silva y de su esposa, Urraca Ruiz de Cabrera. Por otra parte, diversos historiadores han desmentido que Pedro Alfonso de León fuese hijo de Alfonso IX, e incluso han puesto en duda su existencia. En 1225 fue elegido Maestre de la Orden de Santiago y falleció un año después, en 1226.

## Matrimonio y descendencia
Se desconoce el nombre de su esposa, pero según algunas fuentes Pedro Alfonso de León fue padre de dos hijos, aunque los historiadores solo mencionan la existencia de uno: 
- Diego Alfonso de León. Contrajo matrimonio con Urraca Tenorio, señora de Tenorio y Cotobad, sin descendencia.[3][4] El señorío de Tenorio revirtió a los ascendentes de Alonso Jofre Tenorio, erróneamente referido como su descendiente, en parte por usar armas semejantes a las de León.
- Alfonso Pérez de León (1215-?). Señor de Monreal. Contrajo matrimonio con Inés Gutiérrez de Páramo, sin descendencia.[2]

Uno bastardo: 
- ?Tirso (?1230/1247)

| Predecesor: Fernán Pérez de Chacín | Maestre de la Orden de Santiago 1225 - 1226 | Sucesor: Pedro González Mengo |